# Zeffiro Furiassi
Zeffiro Furiassi (né le 19 janvier 1923 à Pesaro, dans la province de Pesaro et d'Urbino et mort le 14 novembre 1974 à Florence) était un footballeur italien.

## Biographie
Du côté de sa carrière de club, Zeffiro Furiassi joue tout d'abord dans le club du Vis Pesaro avant de rejoindre la Fiorentina puis Carpi FC 1909. Il part ensuite rejoindre l'Associazione Sportiva Biellese 1902 avant de retourner à la Fiorentina puis enfin de finir sa carrière à la SS Lazio de Rome.

## Équipe d'Italie
Du côté de la sélection, Zeffiro Furiassi ne joue que deux matchs en 1950 avec l'équipe d'Italie et fait partie de l'effectif italien qui participe à la coupe du monde 1950 au Brésil.